# إيفيتا (فلم)
إيفيتا (بالإنجليزية: Evita) هو فيلم أنتج عام 1996 عن المسرحية الموسيقية بنفس الاسم والتي تحكى حياة إيفا بيرون. الفيلم من إخراج ألن باركر وبطولة مادونا، أنتونيو بانديراس وجونثن بريس. صدر في 25 ديسمبر 1996.

## وصلات خارجية
- مقالات تستعمل روابط فنية بلا صلة مع ويكي بيانات
- صفحة الفيلم على موقع موسوعة الأفلام (بالإنجليزية)